# CAM 식물

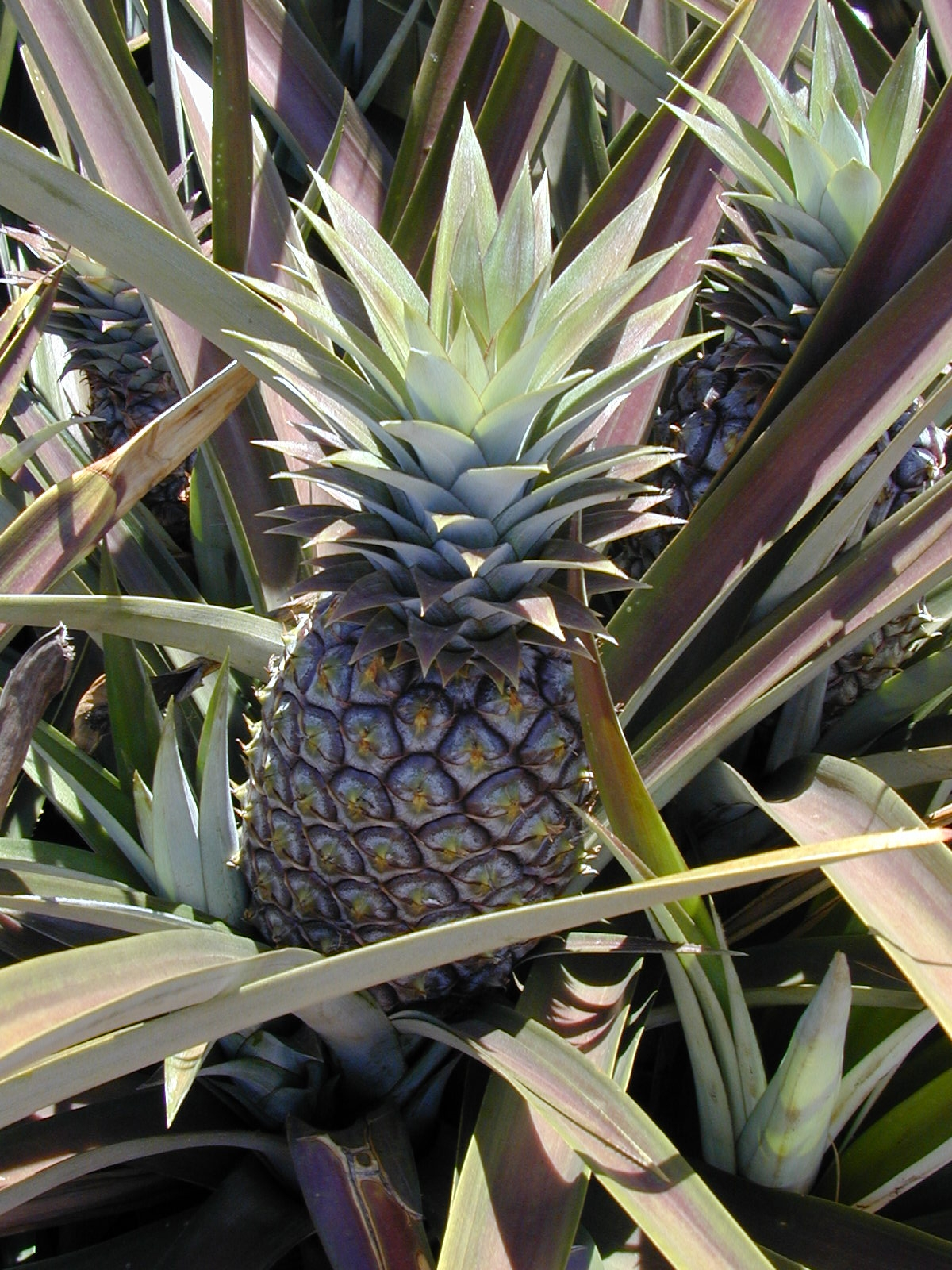
CAM 식물인 파인애플

CAM 식물(Crassulacean Acid Metabolism 植物)은 밤에 이산화탄소(CO2)를 받아들여 말산형태로 저장했다가 낮에 말산을 탈탄산반응으로 탄산이온을 얻어 당을 합성하는 광합성 형태를 가진 식물을 의미한다.
건조한 기후에 적응한 식물을 건생식물(xerophyte)이라 하는데 건조한 시기에 잎을 떨어뜨려내는 종류가 있는 반면 선인장으로 대표되는 다육식물처럼 줄기나 잎에 수분을 저장하는 종류도 있다.
CAM식물은 건생식물 중 후자에 속하며 수분손실을 막기 위해 큐티클층이 두껍고 다육질(多肉質)이면서 표면적이 작은 잎을 가지고 있다. CAM(Crassulacean acid metabolism, 돌나물형 유기산 대사)은 식물 광합성 중 탄소고정 과정의 한 종류로서 사막등의 다육 식물이나 수분 스트레스가 큰 환경에 사는 착생 식물에 많이 볼 수 있는 광합성의 한 형태이다. 선인장, 파인애플, 돌나물 등이 포함되며 CAM식물의 이름은 돌나물과(Crassulaceae)를 따서 지었다. 밤에 기공을 열어 CO2를 고정하고 낮에 당을 만들어내는 특징을 가지고 있다.

## 역사
CAM과 관련된 관찰은 1804년 de Saussure가 그의 Recherches Chimiques sur la Végétation에서 처음 작성했다. 1812년 Benjamin Heyne은 인도의 Bryophyllum 잎이 아침에는 산성이고 오후에는 맛이 없다고 언급했다. 이러한 관찰은 Aubert, E.가 1892년 그의 Recherches physiologiques sur les plantes grasses에서 더 연구하고 개선했으며 Richards, H. M. 1915년 Carnegie Institution의 Acidity and Gas Interchange in Cacti에서 자세히 설명했다. CAM이라는 용어는 1940년 Ranson과 Thomas에 의해 만들어졌지만 이 주기를 처음 발견한 것은 아니다. 식물학자 Ranson과 Thomas는 다육 식물인 돌나물과(옥과 돌나물 포함)에서 관찰했다. 그 이름은 존재하지 않는 화학 물질인 "crassulacean acid"의 대사가 아니라 돌나물과의 산 대사를 나타낸다.

## CAM 반응경로

### 전체적 과정
낮에는 명반응, 밤에는 암반응이 일어나며 이 중간 매개체는 말산이다.

CAM 식물의 매커니즘 모식도

#### 명반응
낮에 말산을 NADP+의 탈수소반응으로 NADPH, 피루브산, 탄산이온을 얻는다. 탄산이온이 캘빈회로로 들어가 당을 합성한다. 체내의 수분을 보존하기 위하여 기공을 낮에는 닫고 있으므로 이산화탄소를 받아들일 수 없지만 밤에는 기공을 열어 이산화탄소 말산(malate)이나 다른 형태로 저장하여 유기화합물을 만들어낼 수 있게 된다. 특히, 말산은 피루브산으로 전환되기 쉬운데 피루브산은 인산화되어 PEP가 되고 다시 이산화탄소를 고정(말산 형성)하는 데 쓰이게 된다.

#### 암반응
CAM식물은 밤에 기공을 통해 CO2를 탄산이온형태로 PEP에 받아들여 옥살아세트산을 만들고 다시 NADPH를 이용하여 말산형태로 낮이 되기 전까지 액포에 저장한다.

## 식물의 활용
이하 예시에서 볼 수 있는 종류의 식물이 CAM식물이며, 이들이 위 경로를 따라 사용된다.
이들 식물의 특징은 다음과 같다.
1. 일반적으로 잎의 책상조직세포가 잘 발달하지 않고, 주로 해면조직세포가 엽육세포의 대부분을 차지한다.
2. 기공은 밤에 열리고 낮에는 닫힌다(기본적 식물들은 반대).
3. CAM은 물 사용의 효율성을 높이기 위한 적응이며 일반적으로 건조한 조건에서 자라는 식물에서 발견된다(현재 발견된 1700종 중 99%의 선인장이 사용하는 매커니즘).[5]

### 이익
잎 기공을 낮 동안 닫아둘 수 있다. 이 이익은 CAM식물이 물이 중요한 건조한 환경에서 사용된다는 점으로 인해 의미가 있다. 하루 중 가장 덥고 건조한 시간에 기공을 닫을 수 있으면 증발산을 통한 수분 손실이 줄어들어 너무 건조한 환경에서도 식물이 자랄 수 있다.
예를 들어 C3 탄소 고정만을 사용하는 식물은 뿌리를 통해 흡수하는 물의 97%를 증산으로 잃는다. 이는 CAM을 사용할 수 있는 식물이 피할 수 있는 높은 비용이다.

## C4, CAM 차이점
CAM식물은 C4의 이산화탄소 고정 과정을 닮았지만 차이점도 있다.
구조적으로 C4식물은 유관속주변을 둘러싸고 있는 유관속초를 가지고 있지만 CAM식물은 가지고 있지 않고 있다. 그리고 C4의 이산화탄소 고정과정이 연속적인 데에 비하여 CAM과정은 밤에만 일어난다.
즉, C4형 광합성이 CO2의 고정, 환원과정을 장소(엽육 세포, 유관속초 세포)를 나누어 가지고 있는 데 비해, CAM형 광합성은 시간적(밤, 낮)으로 나누어 가지고 있는 것이다.
CAM형 광합성은 사막이나 수분이 부족한 곳, 밤낮의 온도차가 큰 환경에 적응한 식물이라고 생각된다.
C3, C4식물은 낮에 기공을 열어 CO2를 얻지만 CAM식물이 있는 환경(준건조 내지 사막지역)에서는 많은 양의 수분을 동시에 잃어 버린다. 따라서 뜨거운 낮에 기공을 닫고 시원한 밤에 기공을 열어 CO2를 고정함으로써 수분의 손실을 최소한으로 억제할 수가 있다.
CAM형 광합성은 식물의 수분손실을 억제할 수 있지만 CO2를 임시저장할 수 있는 유기산의 양이 한정되어 있기 때문에 낮에 합성할 수 있는 당분의 양이 정해져있다. 따라서 CO2를 낮 동안 지속적으로 받아들일 수 있는 C3, C4식물보다 생장이 느리다.

## 예시
- 파인애플 (Ananas comosus)
- 용설란 (Agave spp.)
- 선인장 (Cactaeae)
- 난 (Orchidaceae)

## 같이 보기
- 광합성
- C3식물
- C4식물
- 선인장
- 다육 식물

1. ↑  C.Michael Hogan. 2011. Respiration. Encyclopedia of Earth. Eds. Mark McGinley & C.J.cleveland. National council for Science and the Environment. Washington DC
2. ↑  Saussure, Théod. de (1804). 《Recherches chimiques sur la végétation.》. Paris,: Nyon,.
3. ↑  Bonner, Walter; Bonner, James (1948). "The Role of Carbon Dioxide in Acid Formation by Succulent Plants". American Journal of Botany. 35 (2): 113. doi:10.2307/2437894. JSTOR 2437894.
4. ↑  Ranson S. L.; Thomas M (1960). "Crassulacean acid metabolism" (PDF). Annual Review of Plant Physiology. 11 (1): 81–110. doi:10.1146/annurev.pp.11.060160.000501. hdl:10150/552219
5. ↑  Goodier, John (2009년 5월). “The Encyclopedia of Fruit & Nuts2009174Edited by Jules Janick and Robert E. Paull. The Encyclopedia of Fruit & Nuts. Wallingford: CABI Publishing 2008. xviii+954 pp., ISBN: 978 0 85199 638 7 £195, $300”. 《Reference Reviews》 23 (4): 34–35. doi:10.1108/09504120910958502. ISSN 0950-4125.
6. ↑  Ting, I P (1985). "Crassulacean Acid Metabolism" (PDF). Annual Review of Plant Physiology. 36 (1): 595–622. doi:10.1146/annurev.pp.36.060185.003115. hdl:10150/552219.
7. ↑  Raven JA, Edwards D (2001). "Roots: evolutionary origins and biogeochemical significance". Journal of Experimental Botany. 52 (90001): 381–401. doi:10.1093/jexbot/52.suppl_1.381. PMID 11326045.